# Soyuz MS-06
Soyuz MS-06 fue un vuelo espacial del Soyuz lanzado el 13 de septiembre de 2017. Transportó a tres miembros de la tripulación de la Expedición 53 de la Estación Espacial Internacional. MS-06 es el vuelo número 135 de una nave espacial Soyuz. El equipo estuvo compuesto por el comandante ruso y dos ingenieros de vuelo estadounidenses.  
La Soyuz se acopló a la Estación Espacial Internacional el 13 de septiembre de 2017.

## Tripulantes
| Puesto               | Miembros de la tripulación                          | Miembros de la tripulación                          |
| -------------------- | --------------------------------------------------- | --------------------------------------------------- |
| Comandante           | Alexander Misurkin, RSA Expedición 53 segundo vuelo | Alexander Misurkin, RSA Expedición 53 segundo vuelo |
| Ingeniero de Vuelo 1 | Mark T. Vande Hei, NASA Expedición 53 primer vuelo  | Mark T. Vande Hei, NASA Expedición 53 primer vuelo  |
| Ingeniero de Vuelo 2 | Joseph M. Acaba, NASA Expedición 53 segundo vuelo   | Joseph M. Acaba, NASA Expedición 53 segundo vuelo   |